# Puente de Holanda
El puente de Holanda (en neerlandés: Hollandse Brug) es un puente que cruza el Gooimeer y el IJmeer en los Países Bajos. El puente lleva tanto el tren pesado  de Flevolijn, como la autopista A6, además de un carril para bicicletas y aceras.
El puente se abrió el 4 de junio de 1969, y, desde entonces, ha sido el principal vínculo entre Randstad (la conurbanación que incluye Ámsterdam, La Haya y Róterdam) y la provincia de Flevoland, incluyendo sus dos más grandes ciudades de Almere y Lelystad.

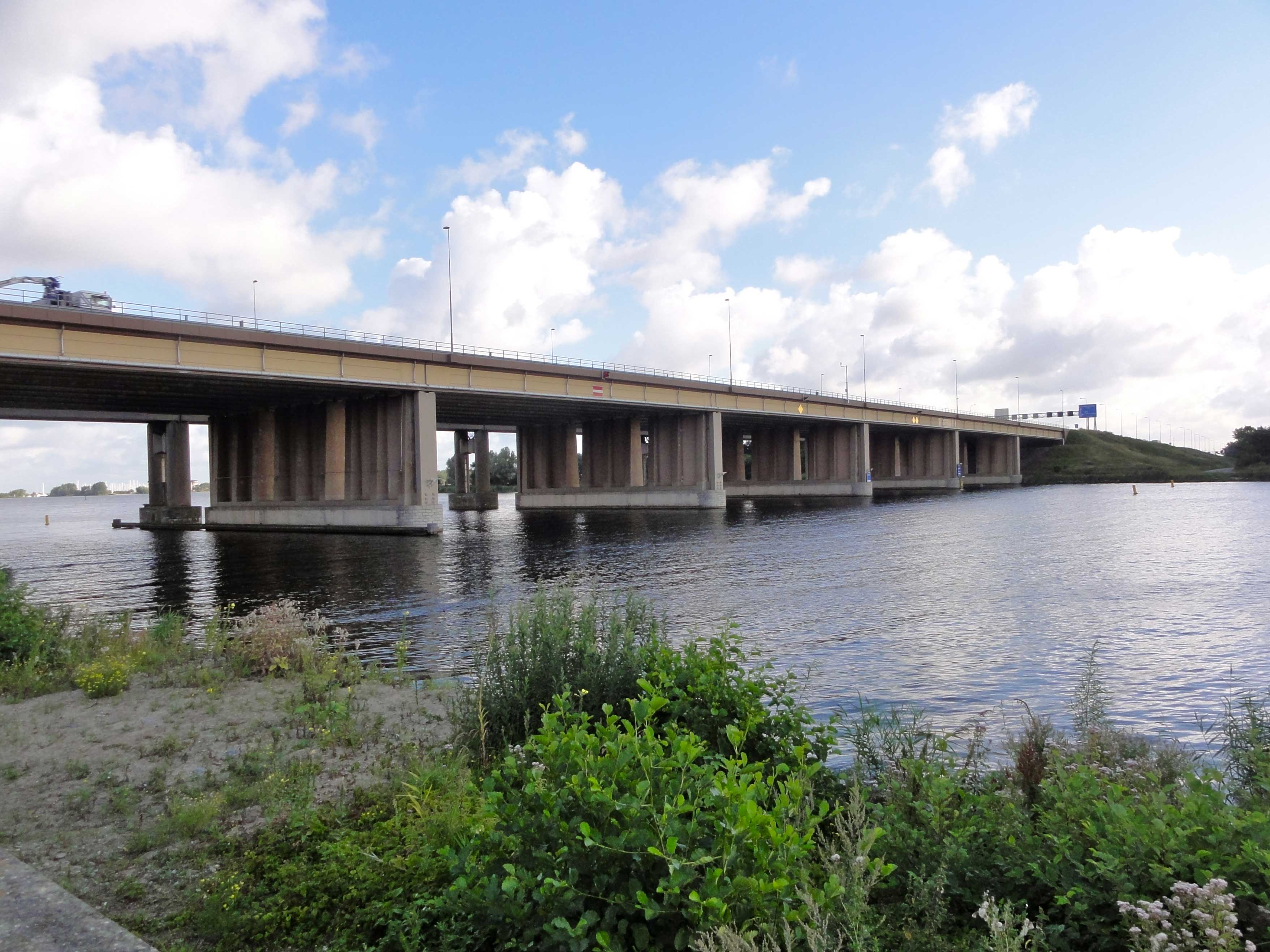
Vista del puente